# Партеније Јерусалимски
Патријарх Партеније Геренис (грч. Παρθενιος Γερενης; крај 1680-их - 1770) - епископ Јерусалимске православне цркве, патријарх јерусалимски и све Палестине.

## Биографија
Рођен је крајем 1680-их у Атини
. Био је син архонта Спиридона Герениса, који је припадао једној од најстаријих и најзначајнијих породица Атине. Добио је добро образовање, о чему сведочи чињеница да се у својим делима лако бавио ликовима из старогрчке историје, а када је био Патријарх, активно је покровитељствовао новоотворену богословску школу у Јерусалиму.
Почетком 1730-их, Партеније је уздигнут у чин митрополита Кесарије у Палестини. Ова позиција се традиционално сматрала претпоследњом степеницом на путу ка Патријаршији. Као један од вођа братства Светог гроба, епитроп Гроба Господњег (патријаршијски гувернер у Палестини), митрополит Партеније је 1730-1735. године активно учествовао у обрачуну са Јерменима за поседовање светиња Палестине. Он је саставио опис ових догађаја како би будуће генерације светих гробова обогатио искуством борбе против супротстављених конфесија. Из текста није сасвим јасно где је сам Партеније ових година био – у Цариграду, окружен патријархом Мелетијем, или у Палестини, што је више одговарало његовим функцијама епитропа.
Сасвим је могуће да је већ тада Партеније могао да комуницира са руским дипломатама и да познаје И. И. Непљуева, кога помиње у свом извештају из 1745. године, као и да се упозна са Алексејем Вешњаковим, који је од 1729. године био помоћник руског становника у Цариграду.
Године 1737. остарели јерусалимски патријарх Мелетије одрекао се престола, указујући на Партенија као свог наследника. Положај Јерусалимске цркве у то време био је веома тежак. Главни проблеми били су дугови цркве и ширење католика. Патријарх Партеније је организовао стварање Јерусалимске школе у коју је позвао Јакова Патмосског као учитеља, који је дао велики подстрек препороду просвете.
Када је Партеније заузео јерусалимски престо, ситуација са ходочашћем је ишла у прилог Латинима. Уговор између Француске и Турске из 1740. додатно је ојачао положај Латина, поставши основа француског протектората на Истоку. Под покровитељством Француза, Латини нису дозволили патријарху Партенију да уђе у Витлејемски храм и одлучили су да поправе храм Васкрсења Христовог (1742). Међутим, услед сукоба Латина и православних у храму Васкрсења, указала се прилика да се преиспита целокупно питање ходочашћа, које је окончано у корист православних указом султана Османа III 1757. године, којим је отворен нови период у историји Јерусалимске Цркве. Ова борба је била веома тешка и финансијски скупа, јер су током ње значајна средства потрошена на мито Турцима „посебно имају много тајних даћа за Турке... оне који их покривају... које не могу ни да пријаве“, због чега је Јерусалимска црква је стално била оптерећена дугом. 
Борећи се против католичке експанзије, покушао је да се ослони на Руско царство. У јесен 1739. године, након завршетка руско-турског рата, руско дипломатско представништво, на челу са становником Алексемом Вешњаковим, наставило је са радом у Истанбулу. 
Патријарх је био свестан свих интрига и гласина које су кружиле у османским политичким круговима. Партеније је био свестан спољне политике Порте, настојања отоманске дипломатије да посредује у споровима између европских сила или опасним и Османлијама у вези са хипотетичком концентрацијом руских трупа у близини граница Молдавије и чињеницом да је Кизљар Ага тражио информације о овом питању од влашког кнеза. 
17. октобра 1766. пензионисан је због здравствених разлога. Умро је 1770. године.